# Dolmen von Mas Girarols I

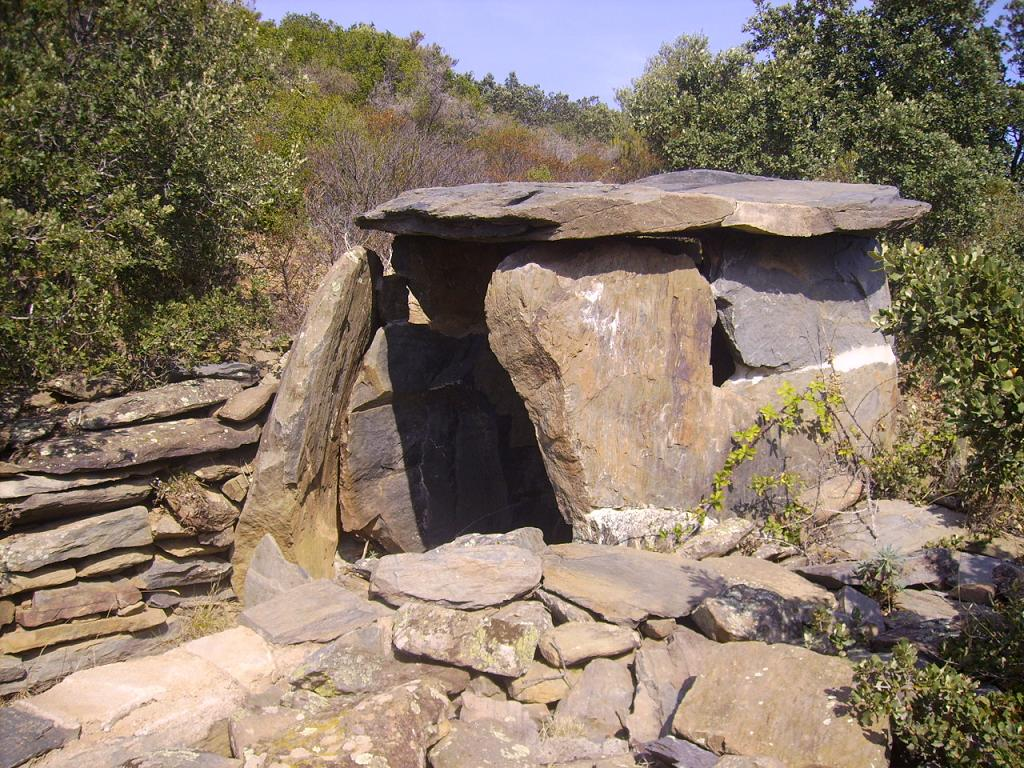
Dolmen von Mas Girarols I

Der Dolmen von Mas Girarols I gehört mit zehn anderen Megalithanlagen zu den Dolmen von Espolla. Er liegt nördlich von Espolla, in der Comarca Alt Empordà in der Provinz Girona in Katalonien in Spanien. In einer Kurve der Straße, die nach Banyuls-sur-Mer führt, zweig ein stark abfallender Weg zu den Dolmen von Girarols I und II ab.
Der zwischen 3200 und 2700 v. Chr. errichtete Dolmen wurde 1920 von Josep Mallart und Joan Salvatella entdeckt und 1923 von Pere Bosch i Gimpera (1891–1974) ausgegraben, der aber nur unbedeutende Keramikfragmente fand. Er wurde kürzlich von Josep Tarrús i Galter, Júlia Chinchilla y Sánchez und anderen erneut ausgegraben und restauriert, wobei der Deckstein wieder aufgebracht wurde.
Die Platten des in steiler Hanglage gebauten Dolmens sind aus Schiefer. Er hat eine trapezoide Kammer mit sichtbarem Trockenmauerwerk und einen Gang.
In der Nähe liegen der Dolmen von Mas Girarols II und der Dolmen von Puig Balaguer.